# Caleta Couyoumdjian
Die Caleta Couyoumdjian (spanisch; in Argentinien Caleta Hubac) ist eine Bucht an der Danco-Küste des Grahamlands auf der Antarktischen Halbinsel. Sie liegt unmittelbar südsüdöstlich des Leniz Point und 1,5 km südlich der Bryde-Insel.
Chilenische Wissenschaftler benannten sie nach dem späteren Vizeadmiral Hernán Couyoumdjian Bergamnali (* 1942), Kapitän der Yelcho zur Rettung der 1979 havarierten Lindblad Explorer. Argentinische Wissenschaftler benannten sie dagegen nach dem aus Frankreich stammenden argentinischen Freiheitskämpfer Ángel Hubac (1780–1820).